# مسجد الدرع

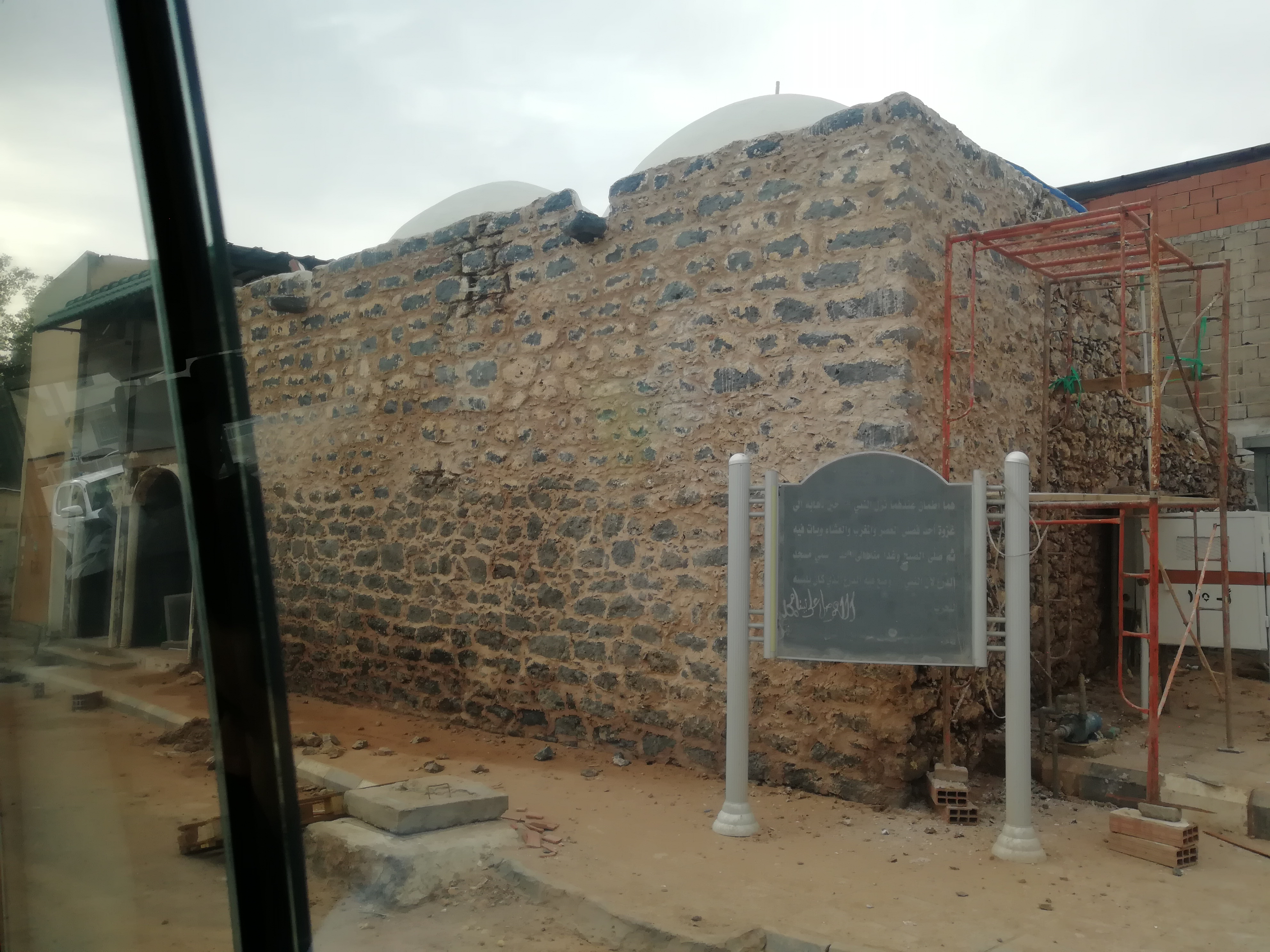
مسجد الدرع تحت الترميم في 2018

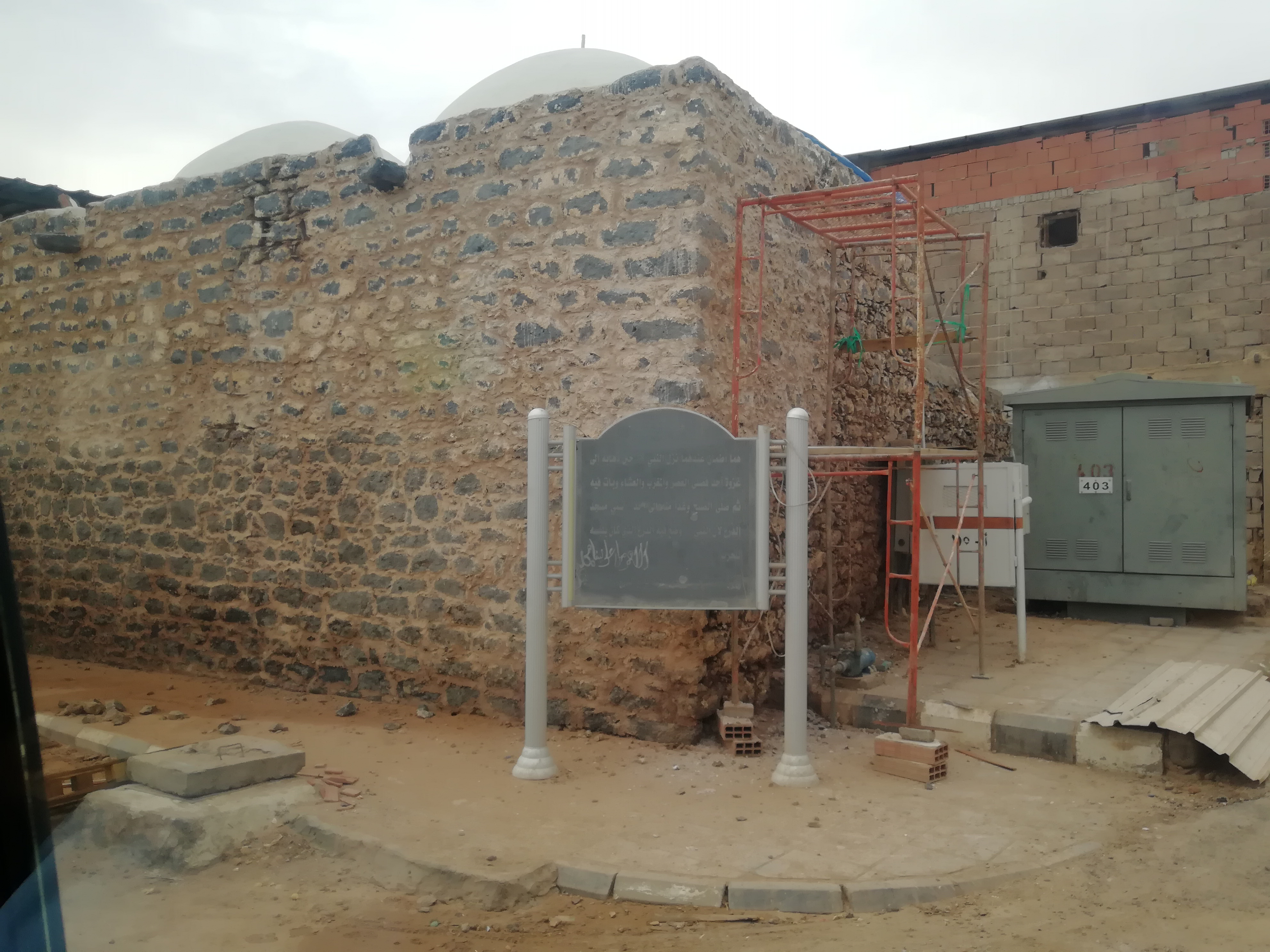
مسجد الدرع تحت الترميم في 2018

مسجد الدرع يقع بالمدينة المنورة وفي موضعه توقف رسول الله أثناء خروجه لغزوة أحد وخلع درعه (أو درعيه) وصلى العصر والمغرب والعشاء وبات ثم صلى الصبح وتوجه لموقع معركة أحد.، ويعرف أيضاً بمسجد الشيخين ومسجد البدائع، وهو قرب مسجد بني حارثة أو مسجد المستراح أو مسجد بني حارثة حيث استراح رسول الله أثناء عودته من غزوة أحد.

## بناء المسجد
وعلى امتداد التاريخ الإسلامي طالت الرعاية المسجد وصولاً للعهد السعودي، حيث تمت أعمال الترميم والتجديد الكامل لبناء المسجد.، وقد جُدد في الوقت الحاضر.

## انظر ايضاً
- المدينة المنورة
- مسجد قباء
- مسجد القبلتين
- مسجد الإجابة